# برا المنهج
برا المنهج هو فيلم كوميدي مصري صدر في 2021، أخرجه وشارك في كتابته عمرو سلامة، من إنتاج شاهيناز العقاد، وبطولة ماجد الكدواني وعمر شريف وروبي وأسماء أبو اليزيد وأحمد أمين.

## ملخص القصة
يحاول الطفل اليتيم نور، الذي يبلغ من العمر 13 سنة، اكتساب احترام زملائه؛ من خلال دخول منزل مهجور أمام المدرسة، يخاف الأولاد المرور بقربه ليكتشف أن الذي يسكنه رجل عجوز يعيش هناك، مختبئاً من العالم. تنشأ صداقة وعلاقة تربوية بين الصبي والرجل العجوز، ما يدفع
بهما إلى رحلة لاكتشاف الذات.

## طاقم التمثيل
- ماجد الكدواني
- عمر شريف
- روبي
- أسماء أبو اليزيد
- أحمد أمين
- دنيا ماهر
- أحمد خالد صالح
- أحمد عبد الهادي
- محمد دياب
- أمجد الحجار

## وصلات خارجية
- برا المنهج على موقع IMDb (الإنجليزية)
- برا المنهج على موقع الدهليز
- برا المنهج على موقع قاعدة بيانات الأفلام العربية
- برا المنهج على موقع قاعدة بيانات الفيلم (الإنجليزية)
- برا المنهج على موقع ليتربوكسد (الإنجليزية)
- برا المنهج على موقع كينوبويسك (الروسية)